# Diócesis de Lindi
La diócesis de Lindi (en latín: Dioecesis Lindiensis, en inglés: Roman Catholic Diocese of Lindi y en suajili: Jimbo Katoliki la Lindi) es una circunscripción eclesiástica de la Iglesia católica en Tanzania. Se trata de una diócesis latina, sufragánea de la arquidiócesis de Songea. Desde el 9 de abril de 2022 su obispo es Wolfgang Pisa, de la Orden de los Hermanos Menores Capuchinos.

## Territorio y organización
La diócesis tiene 67 000 km² y extiende su jurisdicción sobre los fieles católicos de rito latino residentes en parte de la región de Lindi, en donde comprende el distrito de Liwale y la parte del distrito de Nachingwea que limita al oeste con la ciudad de Mnero. Incluye además las localidades de Ndanda y Chigugu en el distrito de Masasi de la región de Mtwara.
La sede de la diócesis se encuentra en la ciudad de Lindi, en donde se halla la Catedral de San Andrés Kaggwa. 
En 2023 en la diócesis existían 29 parroquias.

## Historia

### Antecedentes
La diócesis de Nachingwea fue erigida el 5 de agosto de 1963 por el papa Pablo VI. El 9 de julio de 1964 adquirió el distrito de Liwale de la arquidiócesis de Dar es-Salam.

### Diócesis de Lindi
El 17 de octubre de 1986 la diócesis de Nachingwea cedió una parte de su territorio para la erección de la diócesis de Tunduru-Masasi mediante la bula Cogitantes de Ecclesia del papa Juan Pablo II y al mismo tiempo el territorio remanente tomó el de diócesis de Lindi.
Originalmente sufragánea de la arquidiócesis de Dar es-Salam, el 18 de noviembre de 1987 pasó a formar parte de la nueva provincia eclesiástica de la arquidiócesis de Songea.

## Estadísticas
Según el Anuario Pontificio 2024 la diócesis tenía a fines de 2023 un total de 147 580 fieles bautizados.
| Año                                                                             | Población            | Población | Población      | Sacerdotes | Sacerdotes    | Sacerdotes    | Bautizados por sacerdote | Diáconos permanentes | Religiosos | Religiosos | Parroquias |
| Año                                                                             | Bautizados católicos | Total     | % de católicos | Total      | Clero secular | Clero regular | Bautizados por sacerdote | Diáconos permanentes | Varones    | Mujeres    | Parroquias |
| ------------------------------------------------------------------------------- | -------------------- | --------- | -------------- | ---------- | ------------- | ------------- | ------------------------ | -------------------- | ---------- | ---------- | ---------- |
| 1990                                                                            | 95 984               | 665 740   | 14.4           | 44         | 33            | 11            | 2181                     |                      | 13         | 70         | 26         |
| 1999                                                                            | 125 485              | 853 927   | 14.7           | 49         | 43            | 6             | 2560                     |                      | 7          | 49         | 26         |
| 2000                                                                            | 126 586              | 854 930   | 14.8           | 49         | 45            | 4             | 2583                     |                      | 5          | 51         | 26         |
| 2001                                                                            | 129 286              | 856 455   | 15.1           | 54         | 48            | 6             | 2394                     |                      | 8          | 60         | 26         |
| 2002                                                                            | 120 547              | 750 004   | 16.1           | 48         | 46            | 2             | 2511                     |                      | 3          | 60         | 26         |
| 2003                                                                            | 128 500              | 791 306   | 16.2           | 49         | 46            | 3             | 2622                     |                      | 4          | 60         | 26         |
| 2004                                                                            | 128 438              | 791 306   | 16.2           | 51         | 48            | 3             | 2518                     |                      | 4          | 58         | 26         |
| 2013                                                                            | 131 067              | 914 587   | 14.3           | 40         | 39            | 1             | 3276                     |                      | 1          | 60         | 28         |
| 2016                                                                            | 132 200              | 821 506   | 16.1           | 38         | 37            | 1             | 3478                     |                      | 1          | 57         | 29         |
| 2019                                                                            | 135 410              | 820 736   | 16.5           | 37         | 35            | 2             | 3659                     |                      | 2          | 60         | 29         |
| 2021                                                                            | 138 970              | 835 636   | 16.6           | 35         | 34            | 1             | 3970                     |                      | 1          | 60         | 29         |
| 2023                                                                            | 147 580              | 887 390   | 16.6           | 33         | 33            |               | 4472                     |                      | 1          | 79         | 29         |
| Fuente: Catholic-Hierarchy, que a su vez toma los datos del Anuario Pontificio. |                      |           |                |            |               |               |                          |                      |            |            |            |

## Episcopologio
- Maurus Libaba † (17 de octubre de 1986-3 de marzo de 1988 falleció)
  - Sede vacante (1988-1990)
- Bruno Pius Ngonyani (6 de octubre de 1990-9 de abril de 2022 retirado)
- Wolfgang Pisa, O.F.M.Cap., desde el 9 de abril de 2022